# Georg Eduard Adolph Capelle
Georg Eduard Adolph Capelle (* 1838 in Meinholz bei Gifhorn; † 1905 auf Likiep, Marshallinseln) war ein deutscher Kaufmann. Er war der erste deutsche Händler und Unternehmer auf den Marshallinseln.

## Leben

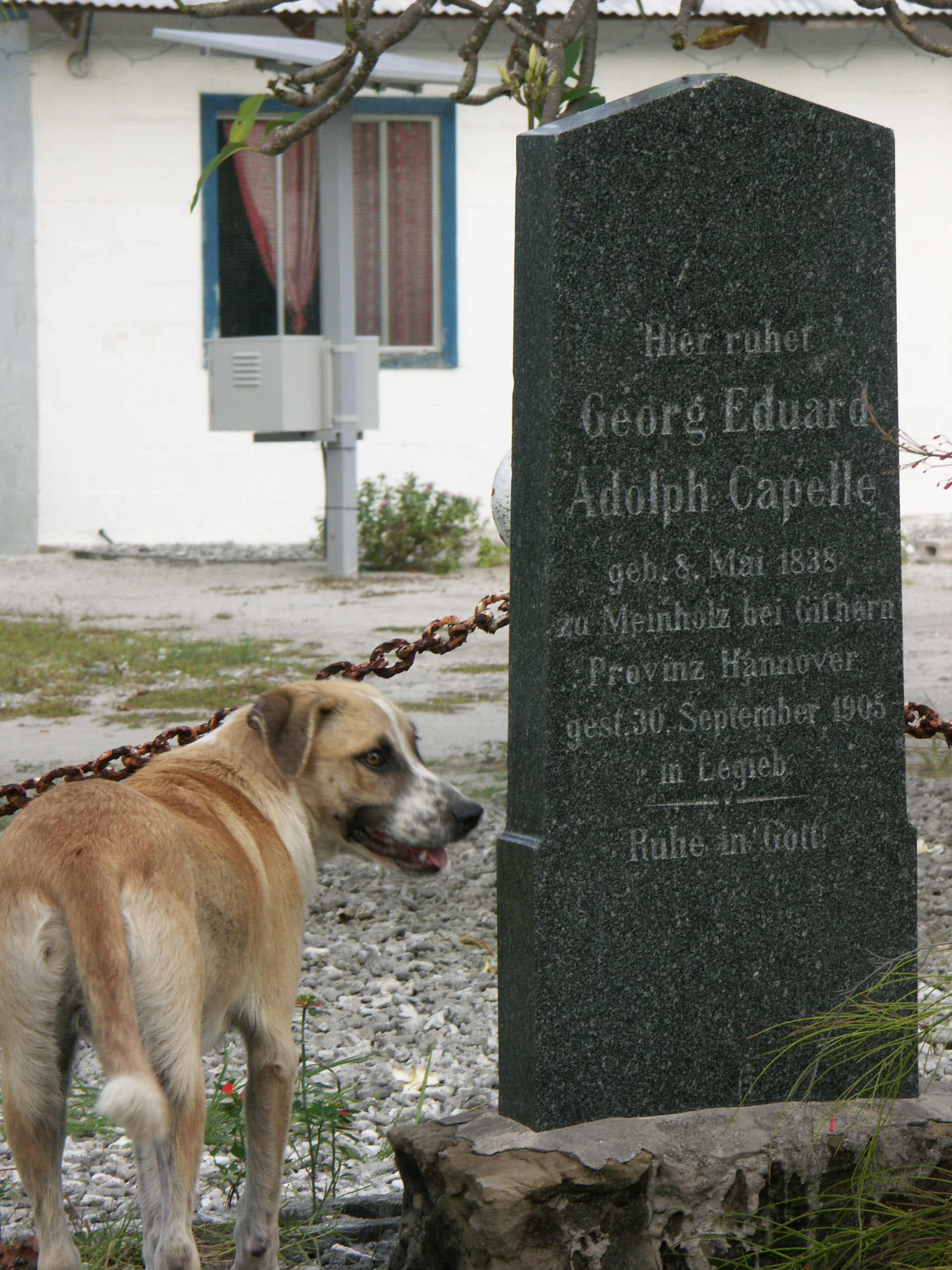
Grabstein Capelles

Capelle arbeitete und lebte seit 1859 auf dem Atoll Ebon, auf das er mit dem Schiff Pfeil gekommen war. 1864 gründete er zusammen mit dem Kaufmann José de Brum das Unternehmen A. Capelle & Co. 1869 wurde er Vertreter der Hamburger Firma J. C. Godeffroy & Sohn auf Jaluit, das sich zum wirtschaftlichen Hauptort der Marshallinseln entwickelte. 1874 gründete er eine Niederlassung auf der Insel Lenger vor Pohnpei auf den östlichen Karolinen, die er bis 1886 betrieb. 1877 erwarb er zusammen mit seinem Kompagnon de Brum von Iroojḷapḷap (Häuptling) Jortoka von Maloelap das Atoll Likiep, für das die beiden mit Waren im Gegenwert von 1250 $ bezahlten. Zuvor hatte de Brum eine Tochter des Häuptlings geheiratet. Capelle und de Brum bauten auf Likiep eine Kopraproduktion und eine lokale Schiffbauindustrie auf. 1876 gründete Kapitän Eduard Hernsheim, Teilhaber der Firma Hernsheim & Co, eine Niederlassung auf Jaluit und entwickelte sich zum gefährlichen Konkurrenten für Capelle. Dessen Unternehmen ging 1883 bankrott, seine Rechte und Güter gingen an die Deutsche Handels- und Plantagengesellschaft (DHPG) über, die 1878 gegründet worden war, um das Südsee-Geschäft von J.C. Godeffroy & Sohn zu übernehmen. Nur das Atoll Likiep blieb im Besitz Capelles. Ein dritter Partner, Charles Ingalls, überwand die Krise bei Capelle & Co, nach dessen Tod gingen seine Anteile an die Jaluit-Gesellschaft über. Nach der Annexion der Marshallinseln durch das Deutsche Reich 1887 bildete sich aus der DHPG und dem Handelshaus Hernsheim & Co die Jaluit-Gesellschaft, die 1888 vom Deutschen Reich einen Exklusivvertrag für Konzessionen auf den Marshallinseln erhielt. Aufgrund wiederholter Proteste des britisch-australischen Unternehmens Burns, Philps & Co. – die Einflusssphären in diesem Teil des Pazifiks waren 1886 in einem Abkommen zwischen Deutschland und Großbritannien festgelegt worden – wurde der Monopolvertrag mit der Jaluit-Gesellschaft gekündigt und die Marshallinseln 1906 dem Gouverneur von Deutsch-Neuguinea unterstellt. Die Anteile der Jaluit-Gesellschaft gingen 1914 an die Familien Capelle und de Brum zurück.

## Familie
Capelle heiratete Limenwa oder Sophie von Ebon, eine Marshallerin, und gewann damit die Einheimischen für sich, was ihm bei seiner Geschäftstätigkeit nützlich war. Einheimische Frauen dienten den Europäern damals zwar öfter als Mätressen, formelle Heiraten waren aber nicht üblich. Sein Sohn William übernahm nach seinem Tod die Geschäftstätigkeiten. Für Erwin Steinbach, einen deutschen Stabsarzt, der von 1891 bis 1894 dort stationiert war und die marshallesische Sprache erforschte, war Capelle eine wichtige Quelle, weil er zahlreiche Kontakte zu den dortigen Häuptlingen herstellte. Das Atoll Likiep befindet sich heute noch im Besitz von Nachkommen Capelles und seiner marshallesischen Frau.